# バード・ボックス
『バード・ボックス』（原題：Bird Box）は、2018年制作のアメリカ合衆国のSF映画。ジョシュ・マラーマン原作の同名小説の映画化。サンドラ・ブロック主演。
スピンオフ『バード・ボックス: バルセロナ』が、2023年7月14日からNetflixで配信されている。

## あらすじ
未曾有の謎の異変に襲われ、世界の終焉と人類の滅亡が迫る近未来世界。異変が次々と起こる中、生き残るためにできることは、決して“それ”を見ないということだけだった。
思いがけず子供を身ごもったマロリーは、幼い命を守るため、目隠しをして命懸けの逃避行に出る。

## キャスト
※括弧内は日本語吹替
- マロリー - サンドラ・ブロック（本田貴子）
- トム - トレヴァンテ・ローズ（鶴岡聡）
- ダグラス - ジョン・マルコヴィッチ（金尾哲夫）
- ジェシカ - サラ・ポールソン（平野夏那子）
- シェリル - ジャッキー・ウィーヴァー
- ルーシー - ローサ・サラザール
- オリンピア - ダニエル・マクドナルド（中嶋アキ）
- チャーリー - リル・レル・ハウリー（坂詰貴之）
- ゲイリー - トム・ホランダー
- フェリックス - コルソン・ベイカー
- グレッグ - B・D・ウォン（岩川拓吾）
- リック - プルイット・テイラー・ヴィンス
- 少女 - ヴィヴィアン・ライラ・ブレア（鈴木花穏）
- 少年 - ジュリアン・エドワーズ（田中誠人）
- ラファム医師 - パーミンダ・ナーグラ
- リディア - レベッカ・ピジョン
- サマンサ - エイミー・ガメニック（英語版）
- ジェイソン - テイラー・ハンドリー（英語版）
- リバーマン - ハッピー・アンダーソン（英語版）
- マローダー - デヴィッド・ダストマルチャン
- その他の日本語吹き替え：及川ナオキ／菊池通武／有川知江／保澄しのぶ／中村達也／米田えん／高野憲太朗

日本語版スタッフ：演出：杉本理子、翻訳：子安則子、録音・調整：武田将仁、録音スタジオ：ACスタジオ、制作：ACクリエイト

## 製作
2013年2月、ユニバーサル・ピクチャーズが小説『Bird Box』の映画化権を獲得し、アンディ・ムスキエティを監督に起用する意向だと報じられた。7月、エリック・ハイセラーに脚色のオファーが出ているとの報道があった。2017年7月、本作のプロデューサーを務めるスコット・ステューバーがユニバーサルからNetflixに移籍したため、本作もNetflixオリジナル映画として製作されることになった。その際、スザンネ・ビアの監督起用とサンドラ・ブロックの出演が決まった。10月、ジョン・マルコヴィッチ、ジャッキー・ウィーヴァー、トレヴァンテ・ローズ、ダニエル・マクドナルド、リル・レル・ハウリー、ローサ・サラザール、サラ・ポールソン、エイミー・ガメニックがキャスト入りした。11月、デヴィッド・ダストマルチャンとマシン・ガン・ケリーの出演が決まった。

### 撮影
2017年10月、本作の主要撮影がカリフォルニア州で始まった。

## 公開・マーケティング
2018年10月24日、本作の予告編が公開された。11月12日、本作はAFI映画祭でプレミア上映された。しかし、カリフォルニア州で発生した大規模な山火事のために、Netflixは予定されていたレッドカーペットを取りやめた。

## 騒動
本作は配信後1週間でのべ4500万人以上に視聴されるほどの人気作となったが、それ故の騒ぎが発生してしまった。本作に触発された人々が目隠しをしながら何かをする様子を撮影し、その動画がTwitterやYouTubeに次々と投稿された。その結果、バード・ボックス・チャレンジなるものが流行することになった。2019年1月3日、Netflixは「バード・ボックス・チャレンジは危険なのでやめて欲しい」という主旨の声明を発表した。

## 評価
本作は批評家から好意的に評価されている。映画批評集積サイトのRotten Tomatoesには75件のレビューがあり、批評家支持率は65%、平均点は10点満点で5.8点となっている。サイト側による批評家の見解の要約は「『バード・ボックス』は練られた設定の持つポテンシャルを活かせなかった。しかし、俳優たちの見事な演技と緊張感の張り詰めた雰囲気のお陰で、間欠的ではあるものの、恐怖を感じさせてくれる。」となっている。また、Metacriticには19件のレビューがあり、加重平均値は50/100となっている。